# Fanfan la Tulipe (bande dessinée)
Pour les articles homonymes, voir Fanfan la Tulipe.
Fanfan la Tulipe est une adaptation en bande dessinée du personnage éponyme du film créé par Christian-Jaque en 1952. Cette série paraît d'abord dans l'hebdomadaire français L'Intrépide d'avril 1952 à avril 1956, par le scénariste Jean Prado et le dessinateur Étienne Le Rallic. La série reprend dans l'hebdomadaire Pif Gadget de 1971 à 1980, scénarisée par Jean Sanitas et dessinée par Lucien Nortier et Christian Gaty.

## Synopsis
Au XVIIIe siècle, un jeune homme est enrôlé de force dans le régiment d'Aquitaine puis déserte et devient justicier hors-la-loi. Le héros est présenté comme « gai défenseur de la veuve et de l'orphelin » et se rallie aux opprimés.

## Genèse de l'œuvre
La série commence avec la sortie en 1952 du film homonyme ; le héros emprunte ses traits à l'acteur Gérard Philipe. Le premier épisode paraît dans le no 121 de Pif.

## Albums
La série fait l'objet de plusieurs albums à partir de 1975, aux Éditions du Kangourou ; en 2003, par Temps Forts et depuis 2008, par les éditions Taupinambour.
- Jean Sanitas, Christian Gaty et Lucien Nortier, Fanfan la Tulipe : la nuit des castors, Éditions du Kangourou, coll. « Pif Album », octobre 1975, 45 p. (ISBN 9782915084016). (BNF 34548528)
- Jean Sanitas, Christian Gaty et Lucien Nortier, Fanfan la Tulipe, Temps forts, mars 2003, 80 p. (ISBN 978-2915084016).
- Jean Sanitas, Christian Gaty et Lucien Nortier, Fanfan la Tulipe, Taupinambour : 11 volumes parus depuis 2008.